# 99
Het jaar 99 is het 99e jaar in de 1e eeuw volgens de christelijke jaartelling.

## Gebeurtenissen

### Italië
- Keizer Trajanus voert een inspectietocht langs de Rijngrens (limes) en Donau. Hij keert daarna terug naar Rome en onderhoudt goede betrekkingen met de Senaat.